# 島田市自主運行バス
島田市自主運行バス（しまだしじしゅうんこうバス）は、島田市内を走るコミュニティバスの総称。

## 歴史
- 2003年（平成15年）4月1日
  - 伊久身線・相賀線の運行を開始
- 2004年（平成16年）10月1日
  - 菊川神谷城線・夢づくり会館線・大代線の運行を開始
- 2005年（平成17年）4月1日
  - 湯日大津線・六合南線の運行を開始
- 2008年（平成20年）4月1日
  - 笹間渡笹間線を旧川根町から譲受
- 2009年（平成21年）4月1日
  - 田代の郷温泉線・島田駅東線・六合北線の運行を開始。伊久身線を白井まで延長
- 2011年（平成23年）5月31日
  - 六合北線を廃止
- 2013年（平成25年）3月23日
  - 伊久身線・相賀線・湯日大津線・田代の郷温泉線でLuLuCa・PiTaPaに加えて、交通系ICカードの利用が可能となる。
- 2016年（平成28年）2月1日
  - 田代の郷温泉線の島田駅系統の経路を変更し、金谷駅系統を廃止。
  - 大津線と湯日線の直通運転を終了。
  - 伊久身線を減回（白井 - 御堂沢間を廃止）し、川根線（現:川根温泉線）の運行を開始。
- 2018年（平成30年）4月1日
  - 川根温泉線の経路を変更。
- 2020年（令和2年）4月1日
  - 相賀線をジャンボタクシー・ワゴン車化。
- 2022年（令和4年）4月1日
  - 夢づくり会館線を大代線へ統合する。
- 2023年（令和5年）10月1日
  - 大代線が金谷地区生活交流拠点施設かなうぇるオープンに合わせて金谷庁舎前経由となる。

- 2024年（令和6年）4月1日
  - 大津線の運行委託先がしずてつジャストラインから静岡県タクシー協会志太榛原支部島田地区会員社に変更。併せて、運行車両がジャンボタクシー車両に変更。
  - 田代の郷温泉線の運行委託先がしずてつジャストラインから大鉄アドバンスに変更。
- 2025年（令和7年）4月1日
  - 金谷循環線において、シミックCMO正門前停留所を新設して第1・5便を金谷泉町経由からシミックCMO正門前経由に変更する。

## 現行路線

### 島田市コミュニティバス

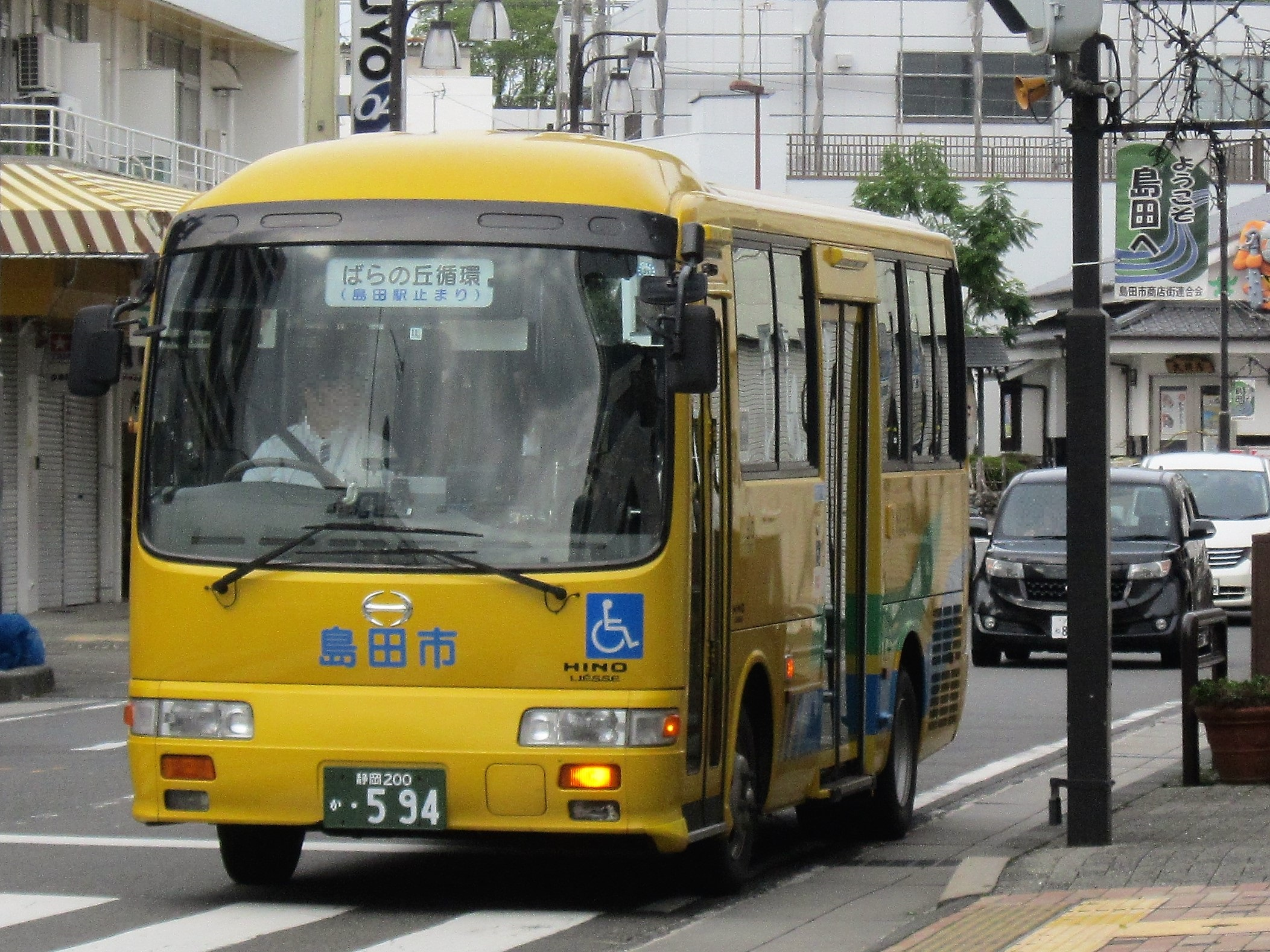
島田市コミュニティバス

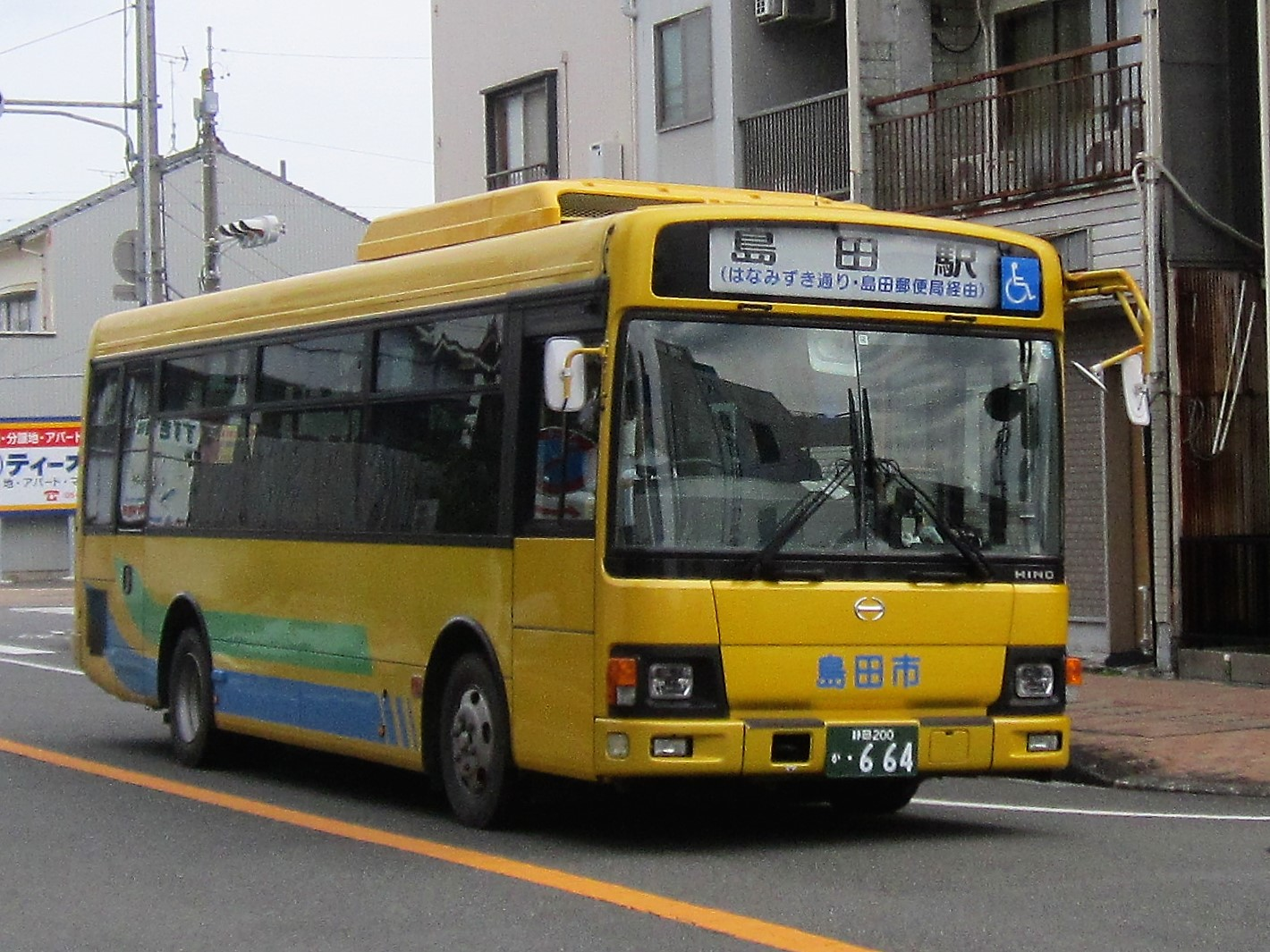
島田市コミュニティバス

運行にはリエッセなどの専用の車両が使用されるほか、金谷島田病院線や島田静波線などで使われる通常の車両が使用される便がある。
伊久身線
- 島田駅 - 若松町 - 北中学校 - 山の家 - 御堂沢
  - しずてつジャストライン相良営業所に運行委託。
  - しずてつジャストライン大長線の廃止代替路線として運行を開始した。
  - 運行開始当初は島田駅毎時00分発で運行されていたが、2016年2月のダイヤ改正で午前中の便が減らされて8往復となり、さらに2020年8月のダイヤ改正で土休日は全便運休となった。2021年4月現在、土日祝は御堂沢系統は1.5往復の運行となっている。また、向谷系統は運休となっている。
  - 北中学校にて相賀線との乗り換えができる。ただし、道路事情等により乗り換えができないこともある。
  - 御堂沢からは徒歩約20分で藤枝市自主運行バス大久保上滝沢線の大久保バス停へ抜けることができる。
  - 朝の1本のみ御堂沢からさらに奥の白井発の便が設定されていたが、2016年2月のダイヤ改正で廃止された。

相賀線
- 島田駅 - 市民会館東 - 向谷四丁目 - 北中学校 - 赤松発電所 - 西の谷橋 - 上相賀
  - 島田駅 - 北中学校間は大鉄アドバンスと島田タクシーに運行委託されている。
  - 伊久身線と同じく、もともと静岡鉄道の路線バスとして運行されていた。運行開始当初は島田駅毎時00分発で運行されていたが、2016年2月のダイヤ改正で減便され、2020年4月より島田駅 - 北中学校間はジャンボタクシー、北中学校 - 上相賀間はワゴン車での運行となる。
  - 北中学校にて伊久身線との乗り換えができる。ただし、道路事情等により乗り換えができないこともある。
  - しばしばはなみずき通りの渋滞や乗降回数が多いため遅れることがある。
  - 7時 - 10時台の上相賀発便では島田市立総合医療センターへの通院者のためのタクシー券を受け取ることができる。

川根温泉線
- 島田駅 - 稲荷町 - 北中学校 - 山の家 - 川根温泉ホテル
  - しずてつジャストライン相良営業所に運行委託。
  - 川根温泉線は山の家バス停から分岐する路線で、当初無料バス（試験運行）から本格的な運行に移行した。なお、山の家で伊久身線・川根温泉線双方に乗り継ぐこともできるが、接続が保証されているわけではない。
  - 2018年4月より、若松町経由から稲荷町経由に変更した。
  - 運行開始当初は川根線と名乗り、伊久身線と同様に若松町経由であったが、2018年4月より川根温泉線と路線名が変更され、運行経路も稲荷町経由に変更された。
  - 国（地域内フィーダー系統確保維持国庫補助金）の補助を受けて運行している。

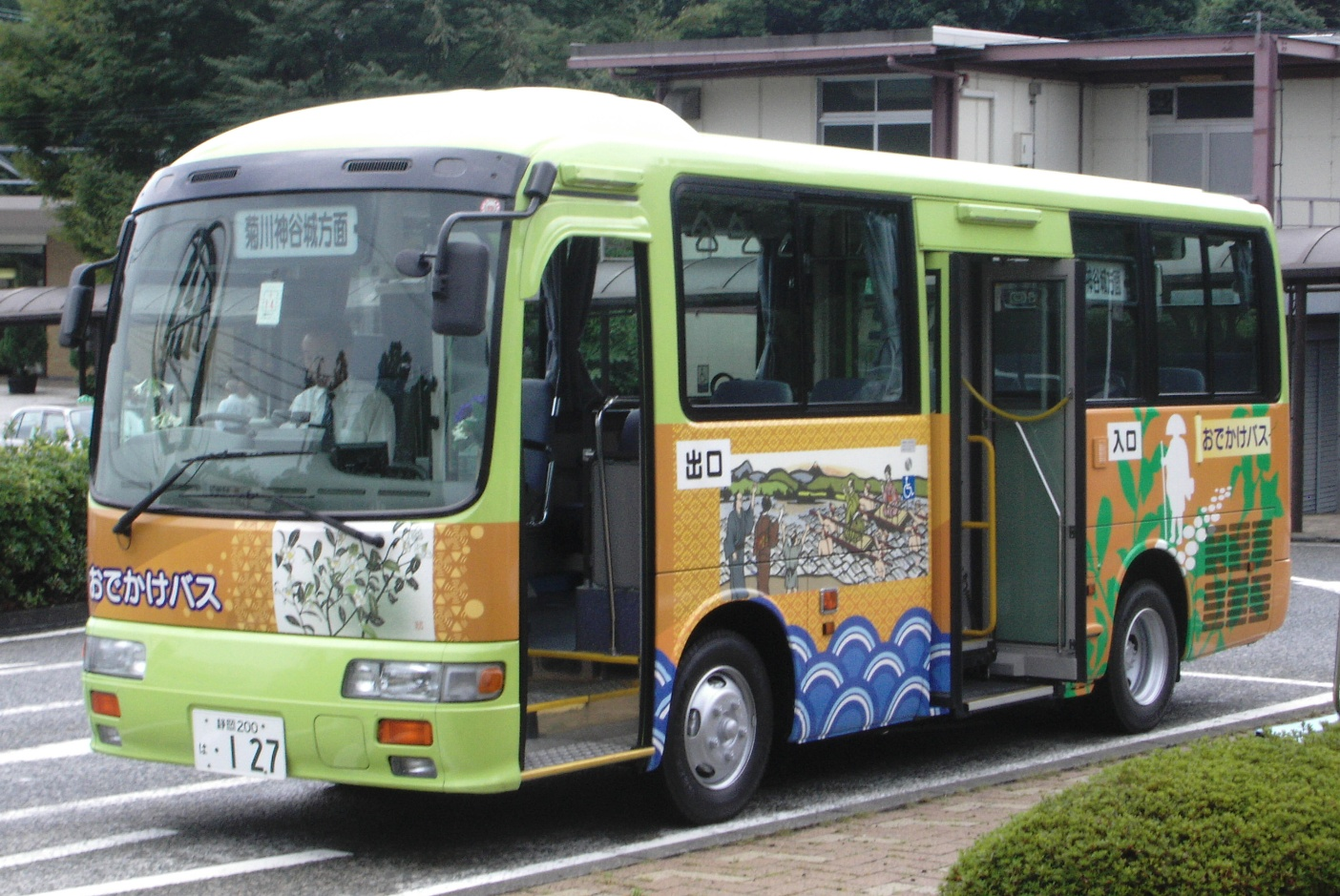
おでかけバス

湯日線
- 島田駅 - 六合駅 - 初倉 - 本村
  - しずてつジャストライン相良営業所に運行委託。
  - しずてつジャストライン中部国道線（六合駅 - 島田駅間）及び湯日線（島田駅 - 本村間）の廃止代替路線である。
  - 2004年（平成16年）、六合駅以北を大津線、六合駅以南を湯日線として運行開始された。運行開始当初は日中は2時間20分に1本、朝・夕は増発され1時間10分に1本であったが、現在は減便された。
  - かつては大津線と直通運転していたが、2016年2月より直通運転は終了した。
  - 湯日地区西部ではデマンド型乗合タクシー「ゆいタク」（運行委託先：大井タクシー）が運行されている。

大津線
- 島田駅 - 中央公園・ばらの丘 - 島田駅 - 島田市立総合医療センター - 天徳寺
  - 島田駅 - 天徳寺間は、1995年（平成7年）3月31日に廃止された静岡鉄道バス大津線（島田駅-天徳寺）の実質的な代替路線となっている。
  - 2011年、ばらの丘ニュータウンへの乗り入れを開始した。
  - 2016年2月より、ばらの丘ニュータウンは循環運転となり、島田市民病院（現：島田市立総合医療センター）へ乗り入れ、湯日線との直通運転は終了した。
  - 2024年4月1日、運行委託先がしずてつジャストラインから静岡県タクシー協会志太榛原支部島田地区会員社に変更。併せて、運行車両がジャンボタクシー車両に変更。支払方法は現金のみとなり、LuLuCaやその他交通系ICカードや回数券は使用できなくなった。

田代の郷温泉線
- 島田駅 - 島田郵便局 - 中溝町東 - 島田樟誠高校 - 伊太団地 - 伊太和里の湯
  - しずてつジャストライン島田学園線（島田駅 - 伊太団地間）及び島田市内線の廃止代替路線である。
  - 2016年2月より、稲荷町経由から中溝町東経由（はなみずき通り）に変更され、金谷駅系統は廃止された。（後に川根温泉線が稲荷町経由となった。）
  - 2024年4月1日、運行委託先がしずてつジャストラインから大鉄アドバンスに変更。支払方法は現金のみとなり、LuLuCaやその他交通系ICカードや回数券は使用できなくなった。
  - 国（地域内フィーダー系統確保維持国庫補助金）の補助を受けて運行している。

### 金谷地区バス（旧：おでかけバス）
大鉄アドバンスに運行委託されている。年末年始（12月29日 - 翌年1月3日）は全便運休となる。
菊川神谷城線
- 金谷駅 - 神谷城保育園前 - 菊川の里会館 - 金谷駅

金谷循環線
- 金谷駅 - 金谷高校前 - 金谷泉町/シミックCMO正門前 - 新金谷駅 - 金谷駅
  - 2025年（令和7年）4月1日より、第1・5便を金谷泉町経由からシミックCMO正門前経由に変更する。

大代線
- 金谷駅 - 中町 - 金谷庁舎前 - 夢づくり会館 - KADODE OIGAWA - なでしこ会館 - 栗島公民館
  - 一部区間は大井川鐵道バス日切線（金谷駅 - 生きがいセンター間）の廃止代替路線である。

### 川根地区バス（旧：やまびこ号）
武州総合サービス静岡に運行委託されている。日曜・祝日及び年末年始（12月29日 - 翌年1月3日）は全便運休となる。
笹間渡笹間線
- 家山駅前 - 川根温泉前 - 笹間渡駅 - 出本 - 日掛
  - 家山駅前 - 川根温泉前の区間便あり。
  - 家山駅前ではスクールバス4路線（石風呂葛竜線・市尾塩本線・一色上河内線・笹間線）に乗り換えることができる。なお、2025年4月1日より対象児童生徒がいなくなったことから市尾塩本線及び一色上河内線（中学生便に限る）は運行休止となる。

### 島田市コミュニティタクシー
島田駅東線と六合南線は土曜・日曜・祝日及び年末年始（12月29日 - 翌年1月3日）は全便運休となる。
島田駅東線
- 島田駅南口 - 旭町中 - 元島田公園東 - 島田駅

六合南線
- 六合駅 - 北島公園入口 - 六合東小学校東 - 六合駅

### 島田市自主運行バス
しずてつジャストライン相良営業所が運行している。沿線自治体との共同運行路線となっている。
萩間線
- （金谷小学校 - ）金谷駅 - 牧之原公園前 - JA牧之原支店 - 矢崎工場前 - 牧之原サービスエリア入口（ - 水吞） - さがら子生れ温泉 - 松本 - 相良本通

勝間田線
- （金谷小学校 - ）金谷駅 - 牧之原公園前 - JA牧之原支店 - 中島 - 勝間 - 榛原中学前（ - 榛原総合病院） - 静波海岸入口

## 料金
伊久身線・相賀線・川根温泉線
- 北中学校まで - 1乗車につき200円
- 北中学校を越えるとき - 1乗車につき300円
  - 相賀線を除き、LuLuCa、SuicaなどのICカードでの支払いも可能。

笹間渡笹間線
- 村上まで - 1乗車につき200円
- 村上を越えるとき - 1乗車につき300円

萩間線・勝間田線
- しずてつジャストラインの運賃体系に準じている。

その他の路線
- 1乗車につき200円
  - 湯日線ではLuLuCa、SuicaなどのICカードでの支払いも可能。
  - 金谷地区バスは路線を乗り継いでも変わらず200円となる。